# Islas Feroe en los Juegos Paralímpicos de Atlanta 1996
Las Islas Feroe estuvieron representadas en los Juegos Paralímpicos de Atlanta 1996 por una deportista femenina. El equipo paralímpico no obtuvo ninguna medalla en estos Juegos.